# 結真希奈
結真希奈（或翻譯成 結牧菜，1998年11月3日—），日本AV女優。所屬事務所是ルーセントプロダクション。

## 簡歷
2017年8月以PRESTIGE的專屬女優身分在AV界出道。
2018年2月21日與前AV女優並木優、同為AV女優的瀨名光莉組成偶像團體「ロリィタ白昼夢RH」並販售CD。

## 人物
出身於山梨縣。
興趣是看動畫和蒐集玩偶，擅長打字。
第1次自慰是在小學4年級。
AV出道前的Twitter追蹤人數就突破1萬人。

## 外部連結
- maki a.k.a 結まきな的X（前Twitter）（2015年1月24日 - ）
- 結まきな yui makina的Instagram帳戶
- 結まきな プレステージ専属AVデビュー記念特設ページ （页面存档备份，存于） - PRESTIGE官方網站